# Alberto Bremauntz
Alberto Bremauntz Monge (ur. 16 stycznia 1936, zm. 16 grudnia 2006) – meksykański zapaśnik walczący w stylu klasycznym. Olimpijczyk z Monachium 1972, gdzie odpadł w drugiej rundzie w wadze do 68 kg.

## Letnie Igrzyska Olimpijskie 1972
| Konkurencja                | Walki               | Walki                 | Klas. końcowa |
| Konkurencja                | Pierwsza runda      | Druga runda           | Miejsce       |
| -------------------------- | ------------------- | --------------------- | ------------- |
| styl klasyczny, waga lekka | Antal Steer (HUN) P | Djan-Aka Djan (AFG) P | druga runda   |